# Dačický
Dačický – czeska marka piwa produkowana przez browar w Kutnej Horze, należący do kompanii Drinks Union.

## Rodzaje piwa Dačický
- Dačický výčepní světlé – klasyczne piwo jasne o ekstrakcie 10°, zaw alk.: 4,1%,
- Dačický výčepní tmavé – piwo ciemne o karmelowym posmaku i ekstrakcie 10°, zaw alk.: 3,8%,
- Dačický světlý ležák – piwo jasne o ekstrakcie 12°, zaw. alk.: 5,1%,